# Mikawa (zatoka)
Zatoka Mikawa (jap. 三河湾 Mikawa-wan) – zatoka na wyspie Honsiu (Honshū), Japonia, w południowej części prefektury Aichi. Powierzchnia zatoki to około 604 km². 
W skład zatoki Mikawa wchodzą: zatoka Chita od północy, od zachodu ograniczona półwyspem Chita oraz zatoka Atsumi. Zatokę Mikawa od Oceanu Spokojnego, od południa, odziela półwysep Atsumi. Zatoka Mikawa łączy się z zatoką Ise.
Do zatoki Mikawa wpadają rzeki:
- Sakai
- Yahagi
- Toyo

## Wyspy
- Shino
- Himaka
- Saku
- Take
- Kaji
- Butsu
- Mikawa Większa
- Mikawa Mniejsza

## Galeria

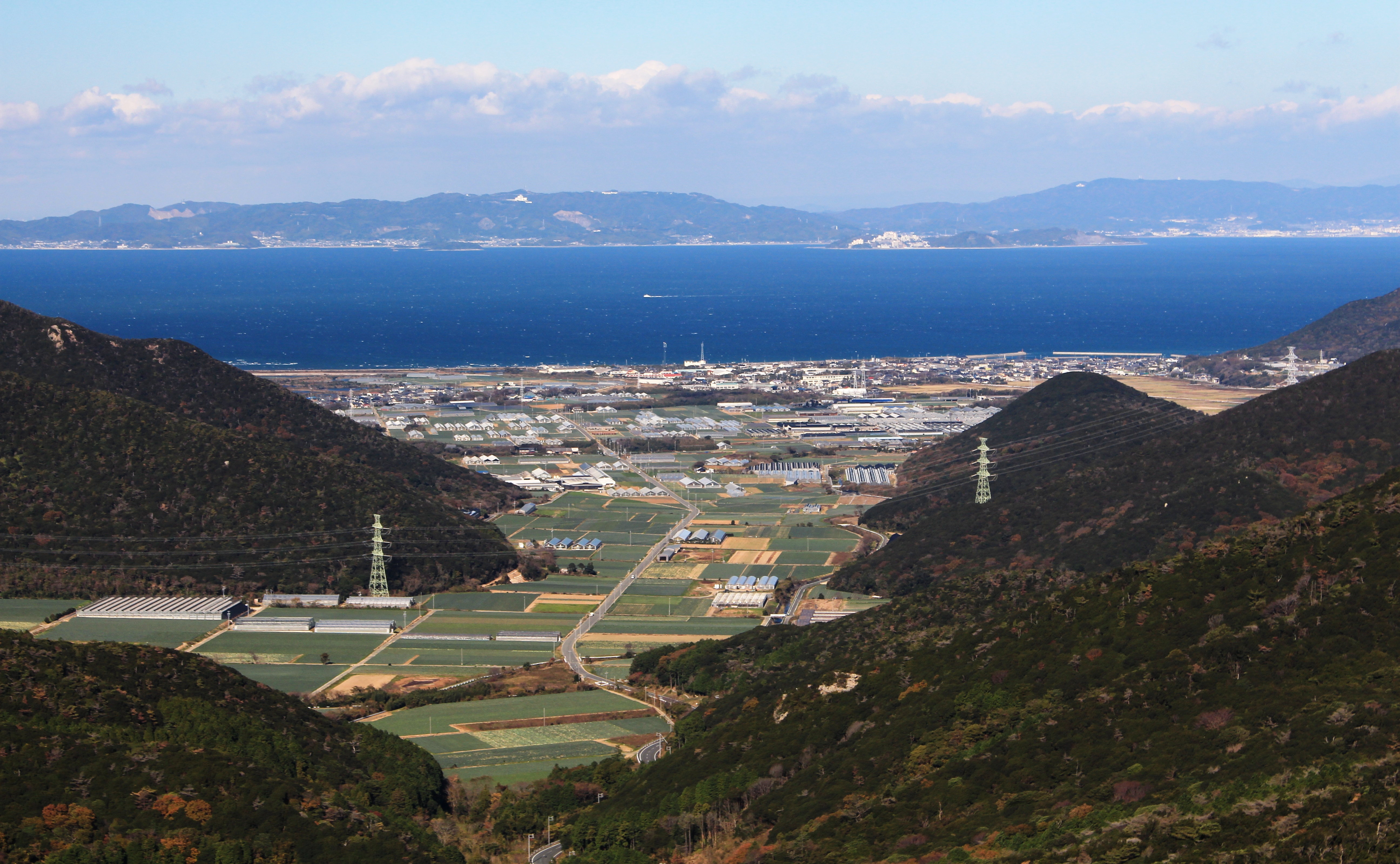
Zatoka Mikawa
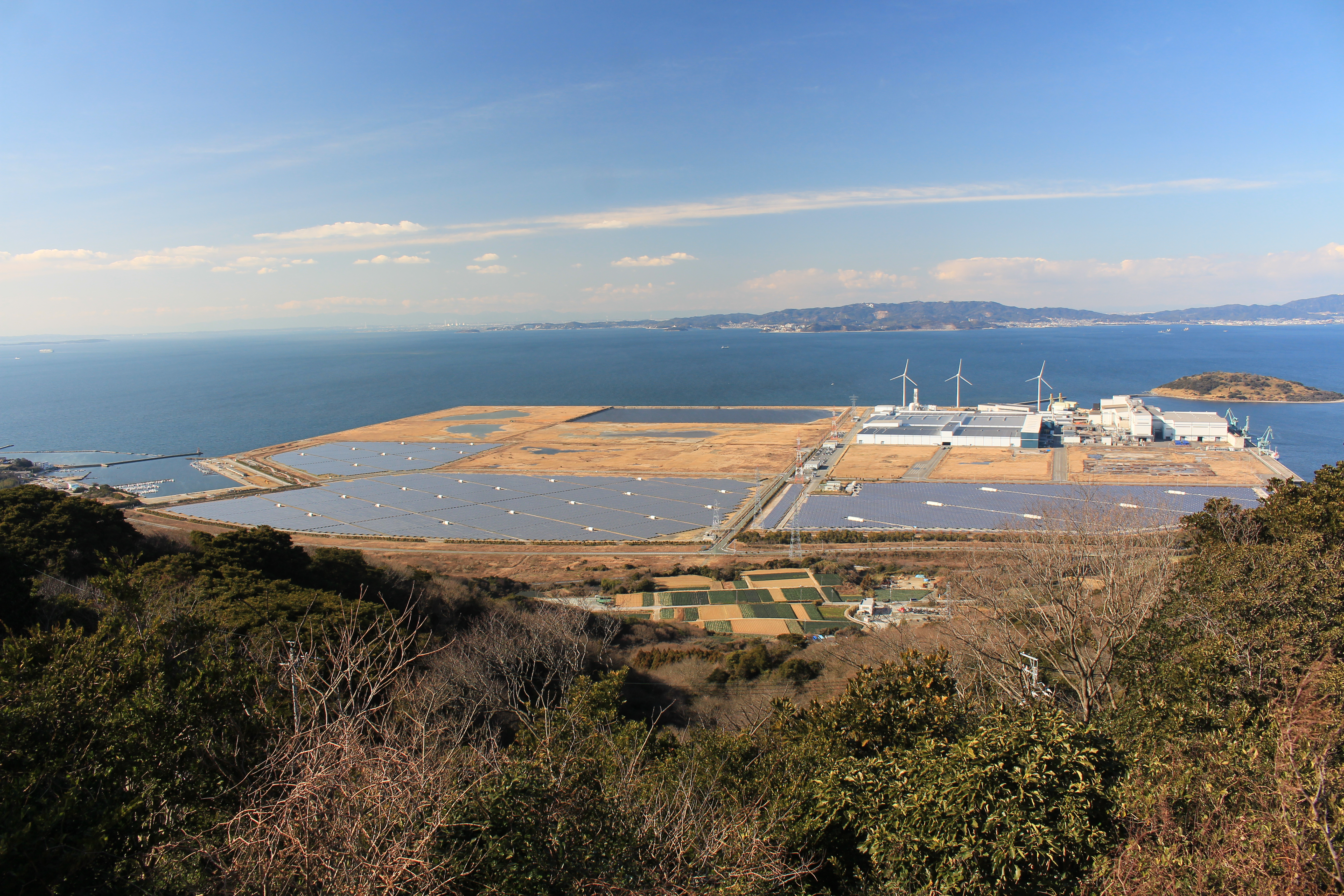
Elektrownia fotowoltaiczna na zatoce